# نافالاكروث
بلدية نافالاكروث (بالإسبانية: Navalacruz) هي بلدية تقع في مقاطعة آبلة التابعة لمنطقة قشتالة وليون وسط إسبانيا.

## الديموغرافيا
بلغ عدد سكان بلدية نافالاكروث 288 نسمة عام 2011 (وفقاً للمعهد الوطني للإحصاء الإسباني).
| 344 | 315 | 277 | 265 | 254 | 262 | 288 |